# Peace Among the Ruins
Peace among the ruins is het eerste muziekalbum van de band Presto Ballet. Het volgde op een aantal soloalbums van Kurdt Vanderhoof. Het album verschijnt op Inside Out, een sublabel van SPV GmbH. Men gebruikte alleen niet-digitale toetsinstrumenten. Als toevoeging vermeldde men nog dat het album is opgenomen door schepsels gemaakt van koolstof.

## Lineup
- Scott Albright: zang, akoestische gitaar
- Kurdt Vanderhoof: gitaar, mellotron, Chamberlin, hammondorgel, synthesizer, baspedalen
- Brian Cokeley: toetsen, zang
- Jeff Wade: slagwerk, percussie
- Brian Lake – basgitaar, zang

## Composities
1. Peace among the ruins (5:47)
2. The fringes (7;34)
3. Seasons (3:39)
4. Find the time (7:18)
5. Speed of time (5:50)
6. Sunshine (4:51)
7. Slave (5:33)
8. Bringin' it on (6:43)

Allen door Vanderhoof en Albright, behalve (1), (5), alleen van Vanderhoof.